# Ourthe (departament)
Departamentul Ourthe (franceză Département Ourthe) a fost un departament al Franței din perioada revoluției și a primului Imperiu. 
Departamentul a fost format în urma ocupării în 1794 de către trupele revoluționare franceze a Țările de Jos Austriece. Departamentul este numit după Râul Ourthe și reședința este în orașul Liège. Departamentul este divizat în 3 arondismente și 27 cantoane astfel:
- arondismentul Liège, cantoanele: Dalhem, Fléron, Glons, Herve, Hollogne, Liège, Louveigné, Seraing și Waremme.
- arondismentul Huy, cantoanele: Avennes, Bodegnée, Ferrières, Héron, Huy, Landen și Nandrin.
- arondismentul Malmedy, cantoanele: Aubel, Eupen, Kronenburg, Limbourg, Malmedy, Sankt Vith, Schleiden, Spa, Stavelot, Verviers și Vielsalm.

În urma înfrângerii lui Napoleon la Waterloo, teritoriul intră în componența Regatului Unit al Țărilor de Jos în cadrul căreia formează provincia Liège cu excepția extremității estice care a fost înglobată în Regatul Prusiei. 